# Sausenheimer Graben
Der Sausenheimer Graben in der nördlichen Vorderpfalz (Rheinland-Pfalz) ist ein 4,1 km langer Bach und ein rechter Zufluss des Floßbachs. Er hat selbst keine Zuflüsse und kann in niederschlagsarmen Sommern trockenfallen.

## Verlauf

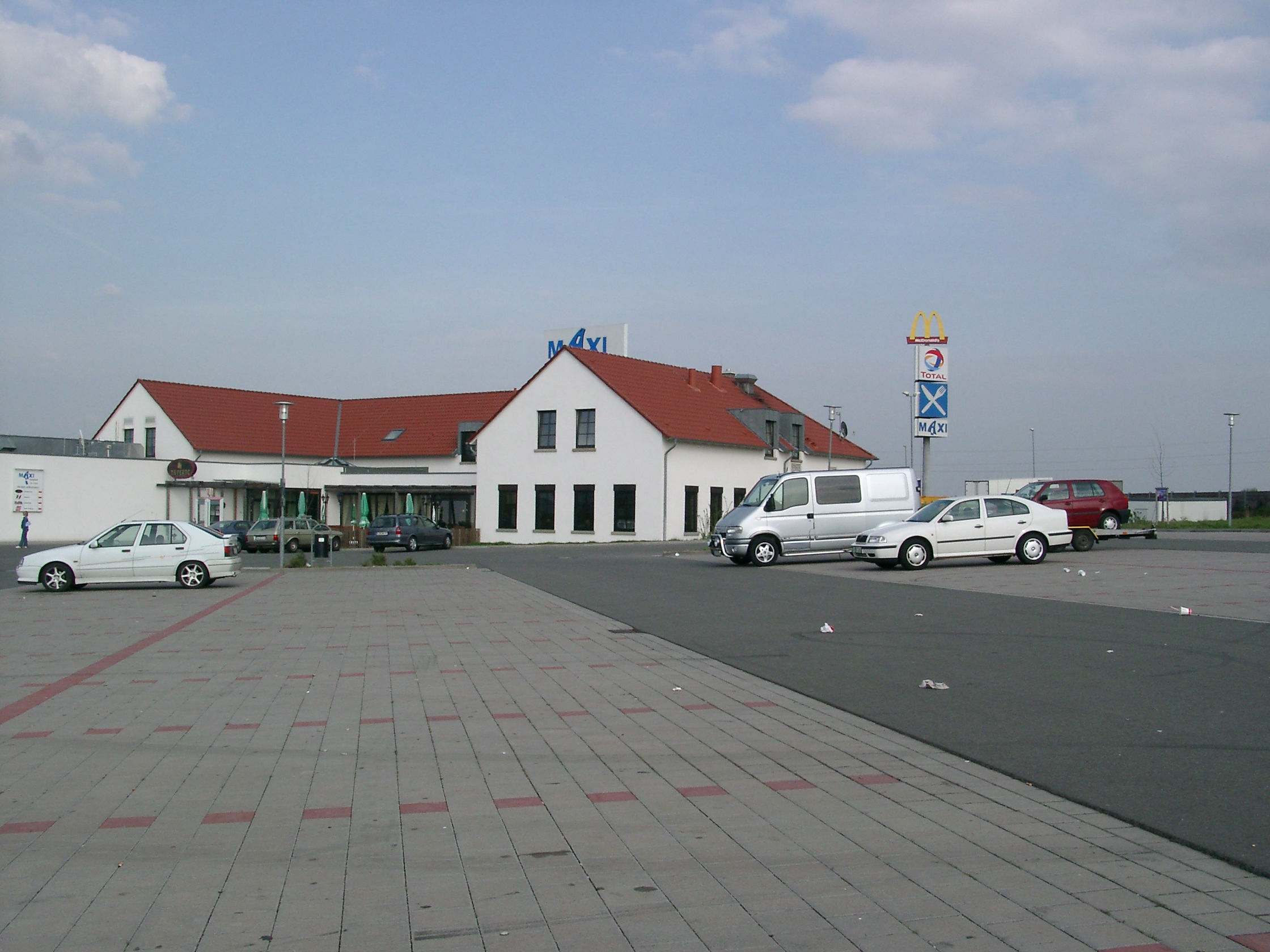
Der Sausenheimer Graben passiert den Maxi-Autohof Kirchheim im Nordwesten.

Der Sausenheimer Graben hat seinen Ursprung am Nordostrand des Grünstadter Ortsteils Sausenheim auf 173 m Höhe. Er verläuft weitgehend in nordöstlicher Richtung.
Nach etwa 400 m unterquert der Sausenheimer Graben die Autobahn 6 (Saarbrücken–Mannheim) von Süd nach Nord und passiert dann das Industriegebiet von Grünstadt und Kirchheim, wobei zur Linken der Globus-Markt, zur Rechten der Maxi-Autohof liegt. Anschließend unterquert der Bach die Bundesstraße 271 (Bad Dürkheim–Monsheim) von West nach Ost. In einer Mulde östlich neben der Trasse bildet sich bei hohem Wasserstand ein flacher Teich, der bis zu 100 m Durchmesser erreichen, bei Niedrigwasser aber auch zu einem sumpfigen Tümpel schrumpfen kann.
Auf den folgenden 2 km durch landwirtschaftlich genutzte Flächen wurde der Bachlauf bei Flurbereinigungen an sieben Stellen rechtwinklig verändert. Dann tritt der Sausenheimer Graben von Südwesten her ins Wohngebiet von Obersülzen ein. Dort wird er von Süd nach Nord unter der Landesstraße 453 (Grünstadt–Frankenthal) durchgeführt. Anschließend fließt er an der Westseite der Kreisstraße 29 (Obersülzen–Obrigheim) entlang.
Nach 150 m mündet er nordwestlich der Wohnbebauung auf 145 m Höhe von rechts in den Floßbach, der dort Landgraben genannt wird.